# Jagdstaffel 32

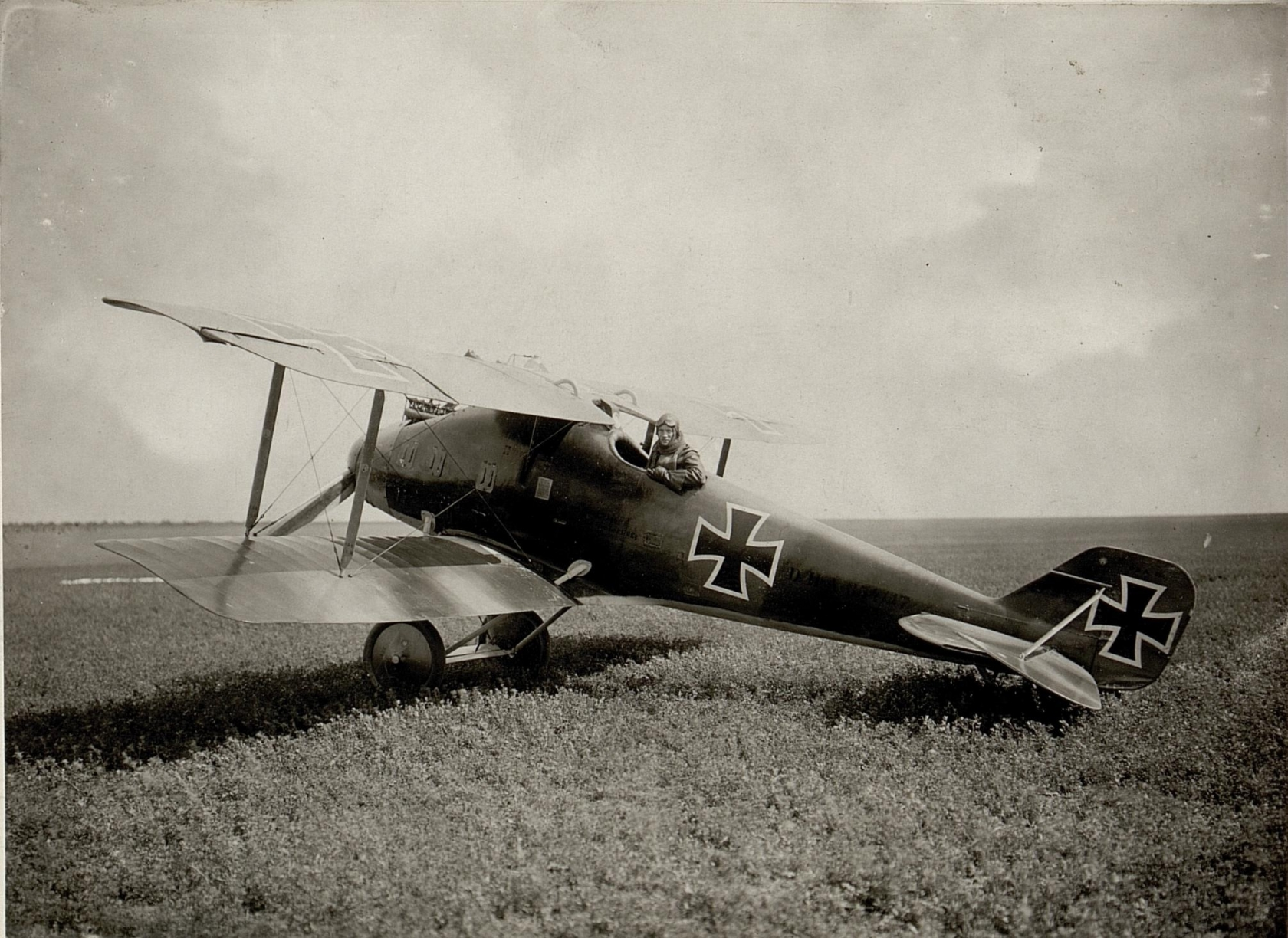
LFG Roland D.II – samolot, który był używany w Jasta 32.

Jagdstaffel 32 – Bayerische Jagdstaffel Nr. 32 – Jasta 32b – jednostka lotnictwa niemieckiego Luftstreitkräfte z okresu I wojny światowej.

## Informacje ogólne
Jednostka została utworzona w bazie Darmstadt w Hesji, w lutym 1917 roku. Organizację eskadry powierzono porucznikowi Heinrichowi Schwandnerowi. W marcu 1917 roku została skierowana na front w okolice Chéry-lès-Pouilly. Do końca czerwca 1917 roku wchodziła w skład 1 Armii, a od początku lipca do października 1917 roku do 5 Armii. Od listopada 1917 Jasta 32 przydzielona została do dowództwa 7 armii.
Od 3 października 1918 roku Jasta 32 została włączona do jednostki taktycznej Jagdgeschwader 4 pod dowództwem Eduarda Ritter von Schleicha.
W całym okresie swojej działalności operowała na froncie zachodnim. Eskadra walczyła przede wszystkim na samolotach LFG Roland D.II, Fokker Dr.I, a pod koniec wojny na Pfalz D.XII.
Jasta 32 w całym okresie wojny odniosła 38 zwycięstw nad samolotami wroga oraz zestrzeliła 4 balony. W okresie od lutego 1917 do listopada 1918 roku jej straty wynosiły 9 zabitych w walce, 5 zabitych w wypadkach lotniczych, 6 rannych oraz 1 w niewoli. Pierwszą ofiarą z Jasta 32 był jej pierwszy dowódca Heinrich Schwandner, który został zestrzelony 16 marca 1917 roku.
Łącznie przez jej personel przeszło 6 asów myśliwskich: Emil Koch (7), Rudolf Friedrich Otto Windisch (7), Hans Auer (3), Otto Schmidt (2), Fritz Kieckhäfer (1), Hans Joachim Rolfes (1)

## Dowódcy Eskadry
| Stopień      | Nazwisko                   | Okres                   |
| ------------ | -------------------------- | ----------------------- |
| Porucznik    | Heinrich Schwandner        | 23.02.1917 – 16.03.1916 |
|              | Bartholomäus Schröder      | 03.04.1917 – 28.06.1917 |
| Porucznik    | Otto Schmidt               | 30.06.1917 – 19.08.1917 |
| Podporucznik | Hans Auer                  | 19.08.1917 – 19.10.1917 |
| Kapitan      | Eduard Ritter von Schleich | 23.10.1917 – 10.01.1918 |
|              | Johann Czermak             | 10.01.1918 – 23.06.1918 |
| Podporucznik | Emil Koch                  | 23.07.1918 – 24.10.1918 |
| Porucznik    | Hans Böhning               | 01.11.1918 – 11.11.1918 |